# Orsotriaena turbata
Orsotriaena turbata är en fjärilsart som beskrevs av Hans Fruhstorfer 1908. Orsotriaena turbata ingår i släktet Orsotriaena och familjen praktfjärilar. Inga underarter finns listade i Catalogue of Life.